# Benigno de la Vega-Inclán
Benigno Mariano Pedro Casto de la Vega-Inclán y Flaquer (Valladolid, 29 de junio de 1858-Madrid, 6 de enero de 1942), ii marqués de la Vega Inclán, fue un militar y político español. Fue uno de los máximos artífices e impulsores del desarrollo del turismo en España, ya que creó, realizó e impulsó innumerables proyectos e instituciones culturales de finalidad pública y con una importante repercusión en el desarrollo y promoción turísticos. Además, fue un gran mecenas del arte español y ejerció como poeta, articulista, historiador, pintor, arqueólogo y viajero, entre otras dedicaciones.

## Antecedentes familiares
Los Vega-Inclán eran descendientes de una familia hidalga de Cantabria. Benigno de la Vega-Inclán y Enríquez nació en 1789 en San Vicente de la Barquera; a los 18 años se trasladó a Aranjuez, con el regimiento de Voluntarios de España, donde vivió el motín de Aranjuez. Finalizada la Guerra de la Independencia, se traslada a tierras burgalesas, donde se casa en 1817 con Inés Sotera de Palma y Fernández. Un nuevo traslado les lleva a Medina Sidonia, donde nace, en 1820, su hijo Miguel, futuro general y marqués. Tras su paso por la Guardia Real, la Caballería del Ejército de Navarra y el Real Cuerpo de Alabarderos, en 1852 ingresó en el Tribunal Supremo de Guerra y Marina, en el que permaneció hasta su fallecimiento, acaecido en 1874.
Su hijo, Miguel de la Vega-Inclán y Palma, también siguió la carrera militar y en su juventud intervino en el pronunciamiento de Torrejón de Ardoz y en el sitio de Oporto, entre otros. En 1853 se casó con Elisa Josefa Gualberta Flaquer Ceriola, hija de un banquero. Posteriormente se traslada a Valladolid, donde ejerce de coronel del Regimiento de Lanceros de Caballería y donde nace, en 1858, su hijo Benigno. Debido a su posicionamiento del lado de Isabel II, tras la derrota de esta ingresó en prisión y fue deportado a las islas Canarias en 1870. A su regreso, en 1874 fue nombrado capitán general de Baleares y en 1878 capitán general de Castilla la Vieja, mismo año en el que recibió el título de marqués de la Vega Inclán. En 1882 fue destinado a Puerto Rico, donde ejerció como capitán general hasta su fallecimiento en 1884.

## Primeros años
Benigno nació en Valladolid el 29 de junio de 1858; su familia vivía en la Casa Longa, en la antigua calle de Francos, cerca de la Iglesia de la Magdalena, donde fue bautizado. La familia permaneció en Valladolid mientras el padre luchaba en la guerra de África. En 1861 el padre fue destinado a Madrid, a donde se trasladó con su familia. En 1867 el padre ascendió a general, se trasladó a Barcelona e internó a los hijos en el colegio de los jesuitas de Manresa.
Benigno estudió en la Escuela de Bellas Artes de Madrid durante el curso de 1871-1872. Recibió clases de Carlos Luis de Ribera y Fieve y Luis de Madrazo. Solo consta su examen en la asignatura Paisaje, impartida por Carlos de Haes.
Finalmente, se decantó por la carrera militar; ingresó en el Cuerpo de Infantería de Marina, con el que estuvo destinado en Madrid. En 1877 solicitó su ingreso en el Arma de Caballería y el 1 de noviembre entró como alférez en la Academia de Caballería de Valladolid.

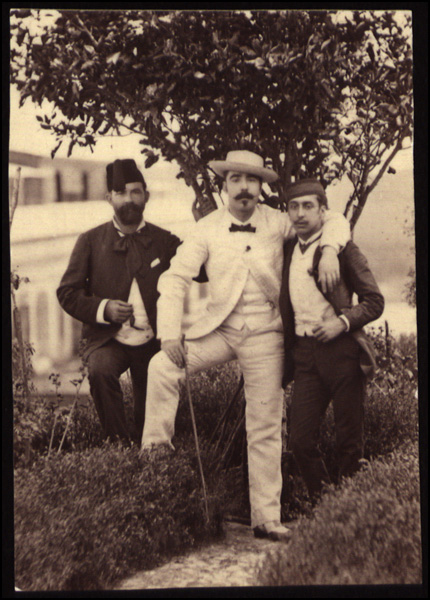
Benigno de la Vega-Inclán durante su estancia en Puerto Rico

Terminó sus estudios en julio de 1881 y fue destinado al Regimiento de Cazadores de Talavera, con guarnición en Valladolid. Durante los veranos y vacaciones de estudio realizó sus primeros viajes por España, que despertaron su curiosidad por la historia y los monumentos. En 1882 su padre fue nombrado capitán general y destinado a Puerto Rico; Benigno viajó con él, como ayudante de campo del general, junto a su hermano Jorge, y permaneció dos años en la isla. Tras el fallecimiento de su padre regresó a la Península para continuar su servicio militar en Madrid.

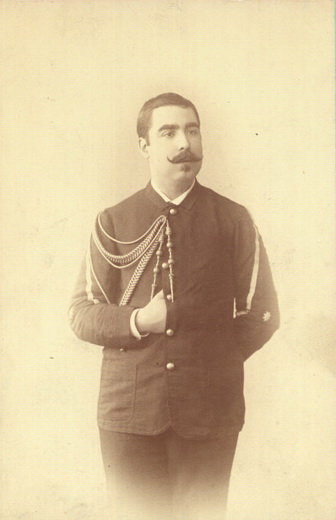
Fotografiado hacia 1885

Su familia traslada su residencia de la calle Alcalá a la calle de Almagro. Desde 1885 hasta 1888 —año en que fue ascendido a teniente— ejerció como ayudante del mariscal de campo José Almirante y Torroella, a cuyo lado inició la publicación de algunos trabajos literarios y artísticos, como en La Ilustración Española y Americana en 1886 sobre la restauración del Alcázar de Segovia, o los Bocetos de Semana Santa y Guía de Sevilla, de 1888. Esta última obra la firmó con el seudónimo de "Saturnino Calvo, asistente".
Se hizo amigo íntimo del poeta cordobés Antonio Fernández Grilo, que era el favorito de Isabel II, y consiguió que la reina recomendase al alcalde sevillano y al presidente de la Diputación Provincial adquirir ejemplares de su obra sobre Sevilla.
En 1888, con un permiso de cuatro meses del ejército, estuvo en Buenos Aires con el conde de Benalúa. Tras esto se estableció primero en Madrid y luego en el pueblo granadino de Láchar, donde tenía un castillo el conde de Benalúa.
Arturo Avilés y Sanz, residente en Sevilla, había desarrollado aguas azoadas artificiales para fabricar gaseosa. Benigno consiguió la mitad de los derechos de propiedad de este invento con el compromiso de expandirlo a Uruguay. El 20 de enero de 1890 embarcó en Cádiz con destino a Buenos Aires, donde le esperaba el conde de Benalúa, para expandir el negocio y el 25 de junio de 1890 fundó con el conde una fábrica de estas aguas en la capital argentina. Ese mismo año viajó a Uruguay para cumplir con su compromiso.
En octubre de 1891 se encontraba de regreso en España, sin que su patrimonio hubiera mejorado de forma apreciable. En octubre de 1893 se le concedió un permiso definitivo para trasladarse por las provincias militares de Málaga y Madrid y las posesiones de África. En 1894 fue con el general Arsenio Martínez Campos a ver al sultán Hasán I en Marrakech para firmar la paz tras la guerra de Margallo.
Como resultado de sus viajes de esta etapa, escribió un conjunto de artículos con el nombre de De Tánger al Sacromonte: crónicas del corpus granadino, que publicó en las ediciones del 2, 4 y 11 de junio de 1893 del Heraldo de Madrid.
En la década de 1890 escribió artículos de carácter popular, costumbrista y social. Compatibilizó esto con el trabajo de agente de Cambio y Bolsa en Madrid, que ejerció entre 1895 y 1897.
En 1895 falleció su hermano Fernando y dos años después falleció su madre. El 6 de mayo de 1898 recibió la revalidación del título de marqués, que correspondía a su hermano Jorge pero este debió renunciar a tal derecho. Entre 1900 y 1905 viajó por Europa, residiendo en París y pasando temporadas en Londres y Berlín, gracias a lo cual se impregnó de las nuevas tendencias artísticas y conoció las últimas adquisiciones de los principales coleccionistas. Por antigüedad, en 1906 ascendió a Capitán, en 1914 a Comandante y en 1918 a Teniente Coronel, bajo cuyo grado se retiró en 1920. En esos años afianza su estancia en la Corte, como Marqués de la Vega-Inclán, y se traslada a su residencia definitiva, en la plaza de los Afligidos (hoy Cristino Martos).

## Casa y museo del Greco en Toledo

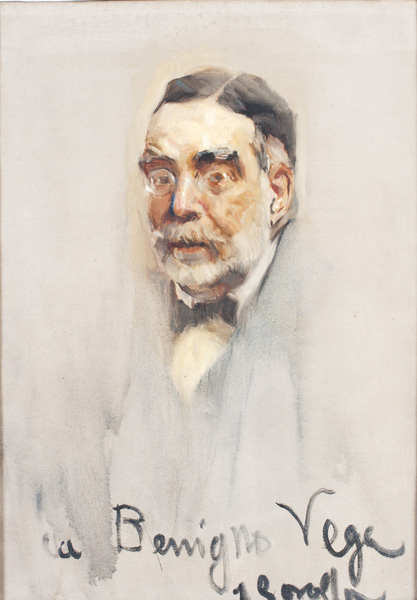
Retrato de Benigno de la Vega-Inclán, por Joaquín Sorolla

Con el inicio del siglo XX, la figura de El Greco se revaloriza y todo lo relacionado con él atrajo la atención del marqués; tras las averiguaciones hechas sobre la casa en la que vivió el pintor en Toledo, publicadas por Manuel Bartolomé Cossío, se decidió a impulsar su restauración. El marqués compró un conjunto de propiedades compuesto por un solar en el cual había bóvedas derruidas y una casa construida hacía poco tiempo; a todo ello le añadió una finca anexa. Previamente a ser ocupado por el pintor cretense, el solar albergó la casa del tesorero Samuel ha Leví y el palacio del marqués de Villena.
La obra se ejecutó bajo la inspiración del marqués y la ejecución técnica del arquitecto Eladio Laredo. Se componía de casa y jardín, cerrados por una tapia y varias construcciones de servicio. La casa adquirió pronto popularidad, a pesar de su discutido rigor histórico y de situarse cerca de donde vivió el artista, pero no exactamente en el mismo solar. Asimismo, en 1907 el marqués expuso al Congreso de los Diputados su propósito de ceder un edificio para museo, independiente de la casa. La Cámara lo aceptó y el marqués llevó a cabo las obras partiendo de un antiguo palacio renacentista como base.
Terminadas las obras del Museo, y formalizada la aceptación por el Estado del mismo, el 27 de abril de 1910 se constituyó el patronato encargado de su gestión, compuesto por personalidades del arte, la cultura y la política, y el 12 de junio de 1911 abrió al público. Su creación posibilitó la recuperación de las obras del pintor, que fueron restauradas en los talleres del Museo del Prado antes de ser expuestas. En 1921 se amplió con una nueva sala.

## Comisaría Regia del Turismo
Con la llegada al gobierno de José Canalejas en 1910, siendo elegido diputado de las Cortes por el Partido Liberal, el marqués consideró que era el momento oportuno para acceder a la política y así conseguir poner en práctica los planes que tenía preparados. Ante la visita de personalidades belgas a Madrid, se constataron las carencias existentes en el negocio hotelero (el Hotel Ritz se encontraba en situación precaria, a punto de cerrarse) y el Marqués vio la oportunidad de llevar a cabo la gestión de ese problema. Así, logró atraer la atención del empresario George Marquet y entre 1912 y 1913 se construyó el Hotel Palace.
A él le siguieron el Roma en la Gran Vía y nuevos hoteles en otras capitales para satisfacer la creciente demanda. Para atender toda la actividad turística que se estaba generando decidió proponer un organismo que se encargara de fomentar el turismo y la divulgación de la cultura popular, la Comisaría Regia del Turismo, aprobada por Real Decreto de 19 de junio de 1911, siendo él elegido Comisario Regio. Su sede estaría en un viejo caserón de la calle del Sacramento, en Madrid. Apenas un mes después de su aprobación, el Marqués solicitó llevar a cabo la restauración de la Sinagoga del Tránsito para instalar en ella un centro de estudios hebraicos.

### Propaganda de España

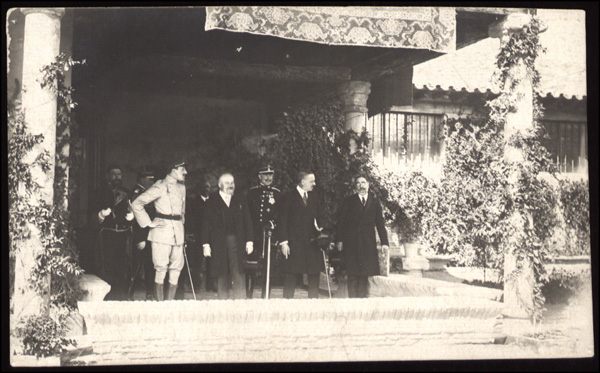
Visita del primer ministro francés al Museo del Greco

Como primer paso de una propaganda que atrajese visitantes del extranjero y contrarrestase las campañas que se organizaban contra España, decidió viajar a Estados Unidos, poniendo el foco en la costa del Pacífico, que conservaba el recuerdo de su pasado español. Embarcó en Algeciras el 9 de diciembre de 1912 y tras pasar por Nueva York y otras ciudades del este, se dirigió a Los Ángeles; desde allí recorrió las antiguas misiones franciscanas, visitando lugares como San Gabriel, Pasadena, San Diego, Santa Bárbara, Monterrey y San Francisco.
De vuelta en la costa este, pasó por Chicago, Nueva York —donde fue acogido por el multimillonario Morgan y recibió la medalla del Instituto Nacional de Ciencias Sociales en la Sociedad Hispánica de América—, Washington —donde saludó al presidente Taft— y Trenton —donde fue recibido por el futuro presidente Wilson—. Tras una corta parada en Boston, el 2 de febrero de 1913 partió hacia España. Además de las buenas impresiones recabadas en las distintas ciudades, se publicaron obras sobre las artes españolas, se estudiaron las misiones californianas y en una exposición en San Diego se proyectaron edificios recordando el barroco español.

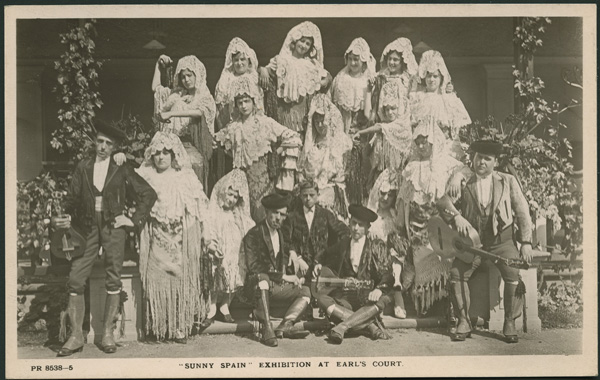
Exposición londinense de Earl´s Court

Ya en España, se propuso ejecutar aquellos proyectos planteados en el marco de la Comisaría, a pesar de la falta de recursos. Se buscaba la restauración de monumentos, la mejora de hospedajes y medios de comunicación y la publicación de libros y folletos. En octubre de 1913 se acordó la visita a Toledo del presidente francés Henri Poincaré y el comisario regio fue el encargado de organizar el viaje, que resultó un éxito.
El 30 de marzo de 1914 fue nombrado senador vitalicio, siendo presidente Eduardo Dato, con lo que aseguraba su representación parlamentaria independientemente de su presencia o no en el Congreso. En verano de ese año se celebró una Exposición Internacional de Turismo en Londres, que fue aprovechada (a pesar de su corta duración debido al estallido de la Primera Guerra Mundial) para hacer propaganda de España, de su industria artística, artesanía, medios de comunicación y albergues, a través de diversos dioramas.

### Obra en Granada y Sevilla

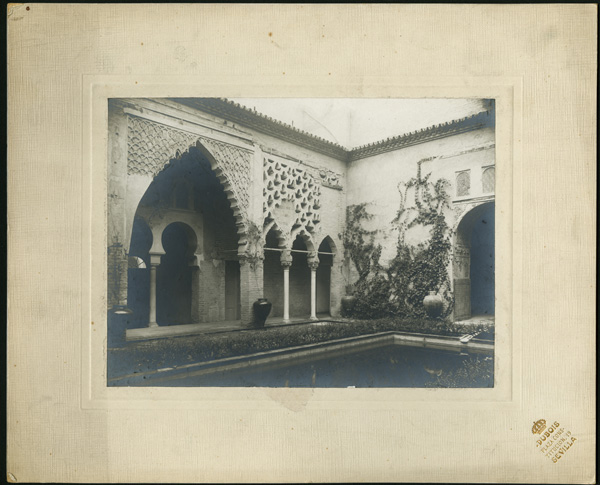
Patio del Yeso, en Sevilla

Uno de los principales focos de atención de la Comisaría fueron los enclaves de Granada y Sevilla. El 14 de marzo de 1913 se creó el Patronato de la Alhambra, siendo nombrado como vocal el marqués. Tras una visita sobre el terreno, el 2 de mayo entregó una memoria al Ministerio de Instrucción Pública en la que exponía sus teorías y criterios de restauración de los monumentos.
En 1909 se dejaron de arrendar las huertas del Retiro, pertenecientes al Alcázar de Sevilla, y se decidió convertirlas en jardines. Una parte se destinó a crear los jardines de Murillo del barrio Santa Cruz, construidos por el arquitecto Juan Talavera y Heredia. El resto de las huertas fueron transformadas y ajardinadas por el arquitecto José Gómez Millán, bajo la dirección del marqués de la Vega Inclán. Este jardín del Alcázar, que lleva el nombre de su título nobiliario, tiene acceso por la Puerta de Marchena. Esta puerta procede del Palacio de los Duques de Arcos y Osuna y fue comprada por William Randolph Hearst para su castillo cercano a San Simeón, en California, pero Alfonso XIII ejerció el derecho de tanteo, pagó las 13 000 pesetas que le había costado y la situó en este lugar. Por deseo de Victoria Eugenia de Battenberg, el marqués de la Vega Inclán transformó la huerta de la Alcoba del Alcázar en un jardín paisajista de estilo inglés. En el jardín de la Cruz del Alcázar había un laberinto de setos que fue destruido en 1910. En 1914 el marqués decidió construir uno nuevo al sur del Pabellón de Carlos V, basándose en el plano que hay en el suelo de dicho pabellón.
En 1910 el marqués de la Vega Inclán recibió el encargo del rey de restaurar el patio del Yeso del Alcázar sevillano. Las obras fueron acometidas por el arquitecto José Gómez Millán. El arquitecto fue condecorado por su labor la Cruz de la Orden de Isabel la Católica y el capataz Antonio Domínguez Torrija y los obreros participantes fueron también premiados. Que aquello era un patio almohade había sido descubierto por Francisco María Tubino en 1885. La labor del marqués fue eliminar las construcciones adosadas al mismo. En las excavaciones, encontraron también una alberca en el patio. Cubrió las partes sin decoración con ladrillo visto.
En 1922 recibiría el mismo encargo, de inspección e información sobre su estado, con respecto al Generalife.
El profesor de Arqueología de la Universidad de Sevilla Claudio Sanz Arizmendi le sugirió excavar en el sahn de la antigua mezquita Ibn Adabbas, donde se levantó luego la iglesia del Salvador. Solo eran visibles entonces dos capiteles. Entre febrero y marzo de 1917 hizo prospecciones y descubrió arcos con sus fustes y capiteles. Tuvieron que excavar tres metros para encontrar las basas de las columnas y la solería de ladrillo. Las columnas y los arcos se han fechado de entre finales del siglo XVII y comienzos del XVIII. También descubrió un gran número de cadáveres enterrados en hileras, que dedujo que serían víctimas de una epidemia de peste, y optó por paralizar los trabajos. Dejó al descubierto los arcos con los capiteles, una escalera y una lápida de mármol blanco que se había encontrado en la torre. Esta lápida con inscripción permite fechar en el 1080 la reconstrucción de la parte superior del antiguo alminar, que había sido derribada por un terremoto.
Se hicieron obras en la techumbre del monasterio de Leyre, en el palacio toledano de Villena y en la techumbre y restos árabes de la iglesia de la Magdalena, en Valladolid.
La Casa Real financió obras en el callejón del Agua del barrio Santa Cruz, que discurría paralelo a la muralla. Las obras empezaron en 1914 con la colocación de cañerías en la muralla hasta los pozos negros construidos al efecto. En 1916 el empedrado del callejón fue sustituido por un suelo de ladrillo. También se realizaron obras para llevar la iluminación al entorno. El marqués también dirigió la rehabilitación de casas de pequeño tamaño del barrio.
El marqués de la Vega Inclán adquirió abundantes azulejos de alfarerías del barrio sevillano de Triana y los colocó en casas de Sevilla, en los museos de Toledo y en la Casa de Cervantes de Valladolid.
En marzo de 1905 el marqués de la Vega Inclán se había alojado en el número 5 de la calle Justino de Neve, en el barrio de Santa Cruz de Sevilla. En 1910 compró este inmueble para usarlo como residencia propia. El 15 de febrero de 1911 su compañera, María Belén López Cepero, compró el número 12 de la calle Pimienta, en el mismo barrio. El 16 de febrero de 1911 el marqués adquirió el número 9 de la calle Pimienta. Luego, adquirió el número 7 de la calle Pimienta y el número 6 de la plaza Alfaro. La última casa que adquirió en el barrio fue, el 25 de marzo de 1912, la de la calle Pimienta número 10. Joaquín Sorolla se alojó en Pimienta 10, pintando en su terraza algunos estudios y dibujos de su panel dedicado a los nazarenos con destino a la Sociedad Hispánica de América, con sede en Nueva York. En 1920 el marqués liberó las casas de inquilinos para que pudieran servir de hospederías. En Alfaro 6 el marqués situó una residencia para estudiantes americanos en 1925, aunque en 1930 los duques de Peñaranda le compraron este inmueble para residir en él. Posteriormente vendió las casas de la calle Pimienta y no le quedaba ninguna de ellas cuando hizo testamento en 1940.
El marqués de la Vega Inclán tenía en mente poner en diversas ciudades de España "Casas de América" que sirviesen para acoger a estudiantes e investigadores americanos, así como la creación de una universidad o centro de estudios americanista. En 1913 intentó adquirir la casa que perteneció en el siglo XIX al deán Manuel López Cepero, situada en Alfaro 7 y que albergaba una colección de cuadros. Su plan era establecer ahí una Casa de América, pero no pudo por falta de recursos económicos.

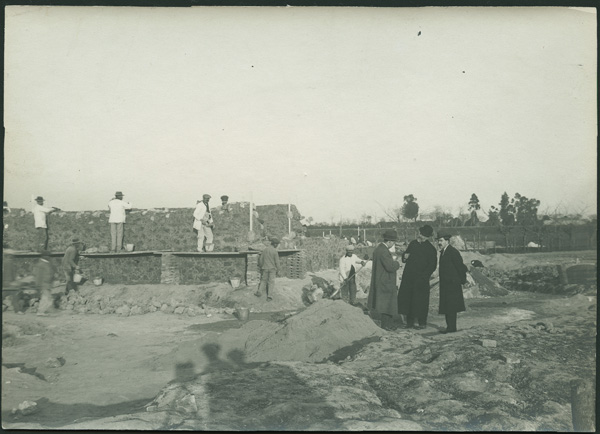
Visita de Benigno de la Vega-Inclán y Vicente Traver a las obras de las Casas Baratas de Sevilla

En 1913 Alfonso XIII le encargó al marqués de la Vega Inclán la construcción de casas baratas en Sevilla para los necesitados. Se constituyó un Real Patronato de Casas Baratas en el que estaban: el marqués de Borja, intendente del real patrimonio; Antonio Halcón y Vinent, alcalde de Sevilla; Carlos Cañal y Migolla, antiguo ministro conservador; y el mismo marqués de la Vega Inclán. Posteriormente se unieron Amante Laffón y el marqués de Yanduri. El marqués de Yanduri fue patrono-tesorero y encargado de la asignación de las viviendas a los inquilinos. El rey estableció que el coste de las viviendas no debía superar las 3500 pesetas cada una, para posibilitar un alquiler barato. José Pastor, un magnate del salitre nacido en Alcoy que residía en Santiago de Chile, aportó 100 000 pesetas para la construcción de las viviendas. El marqués de Yanduri aportó 40 000 pesetas para un parvulario. El marqués de la Vega Inclán escogió personalmente la parcela para las obras, la Huerta del Fraile, junto al Parque de María Luisa. Esta era de 10 400 metros cuadrados y fue donada por el Ayuntamiento. El arquitecto de las casas fue Vicente Traver, que siguió las indicaciones del marqués de la Vega Inclán. Entre noviembre de 1912 y enero de 1913 el constructor del ferrocarril de California, McCormick, le mostró al marqués de la Vega Inclán las casas que había construido para sus trabajadores y el español quiso hacerlas de forma similar. Las obras empezaron en noviembre de 1913 y fueron visitadas por Alfonso XIII el 31 de enero de 1914. La inauguración tuvo lugar en marzo de 1915 por el presidente Eduardo Dato. Se construyeron dos pabellones, uno con 40 y otro con 32 viviendas, con un coste de 3 300 pesetas cada una, una cantidad que estaba por debajo del tope establecido por el rey.

### Casa de Cervantes en Valladolid
En Valladolid se conservaba la casa donde vivió Cervantes durante los años en que la ciudad fue sede de la Corte de España, a principios del siglo XVII. En 1912 se encontraba en un estado de abandono y ruina que amenazaba su existencia. La casa fue adquirida por el rey y además la Sociedad Hispánica compró los dos inmuebles contiguos, con vistas a la ampliación de la institución que allí se crearía.
Se llevaron a cabo tareas de consolidación de entramados, suelos y cubiertas. El entorno de la casa se urbanizó -resultado del cubrimiento del río Esgueva- y frente a la casa quedó un solar a distinto nivel en el cual se formó un jardín, decorado con un monumento procedente del Hospital de la Resurrección. Para salvar ese desnivel se construyó una escalinata y un pórtico. Los interiores se reformaron; se conservó la taberna del bajo, se adaptaron salones para biblioteca y reuniones y se dejaron limpios los aposentos de Cervantes. Igualmente se iniciaron una serie de publicaciones con El celoso extremeño o Cervantes en Valladolid. En 1915 el monarca donó la Casa al Estado y en 1918 la Sociedad Hispánica hizo lo propio con las dos casas contiguas. Para gestionar todas ellas se creó un Patronato.

### Museo Romántico

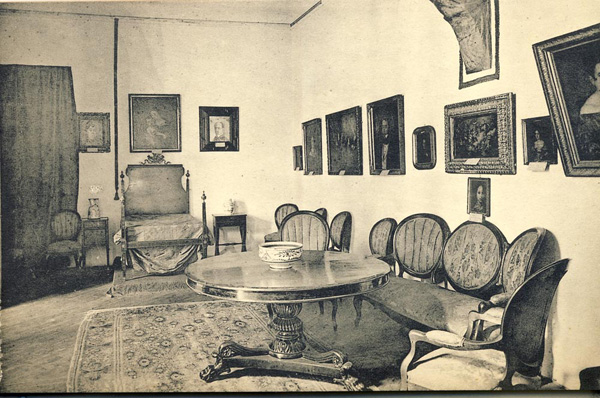
Sala de familia en 1924. Antiguo montaje del Museo Romántico

El Museo Romántico fue la obra más estimada por el marqués y la que más problemas le generó. El embrión del mismo fueron dos cuadros, el de La familia de Jorge Flaquer, obra de Espalter, y el de La vuelta de la guerra de África, de Eduardo Cano de la Peña; a ellos se les fueron uniendo muebles, libros y otros objetos. Tras plantearle la idea, Manuel B. Cossío le apoya en celebrar una exposición como germen del futuro museo, y, en tres salas de la Sociedad Española de Amigos del Arte, expone 86 cuadros del siglo XIX junto con muebles.
Recibida tanto con alabanzas como con críticas, le animó al marqués a seguir con sus planes. El siguiente paso fue encontrar un local para ubicar la colección; el elegido fue un palacete del siglo XVIII en el número 13 de la calle de San Mateo. Había sido alquilado en 1920 como sede de la Comisaría Regia pero en 1924 se instaló allí el Museo, y tres años después lo adquirió el Estado.

### Otras iniciativas
Otro de los focos de la Comisaría eran las bellezas naturales y la comodidad de los alojamientos. En el verano de 1913 se planteó la construcción de un refugio al pie del pico Veleta, en Sierra Nevada, pero su construcción sufrió numerosas dificultades económicas. El siguiente punto de atención fue la sierra de Gredos. Se editaron publicaciones que elogiaban las virtudes y las posibilidades que ofrecía su entorno, y se decidió construir un alojamiento confortable en el puerto del Risquillo.

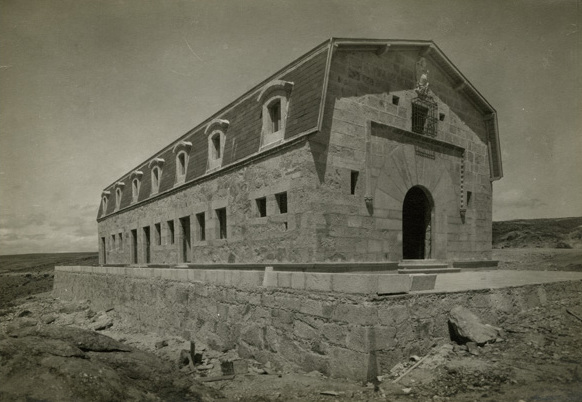
Parador de Gredos

Las obras se iniciaron en 1926 y en ellas se utilizaron portadas de viejos edificios compradas. Inaugurado dos años después por el rey, fue el primer parador de una extensa red de alojamientos. El marqués fijó su atención también en Mérida, donde se restauraba su teatro romano y que ya había merecido el interés de la Comisaría a través de alguna publicación. Se propuso la creación de un alojamiento adecuado y para ello se eligió un antiguo convento de monjas clarisas, que tras las reformas necesarias, se entregó en 1931 al nuevo Patronato de Turismo. Otro de los paradores iniciados en estos momentos fue el de Oropesa, en Toledo.
Durante los últimos años de la Comisaría se llevaron a cabo otras iniciativas. Entre ellas, en 1925 se dedicó una casa del barrio de Santa Cruz, en Sevilla, al poeta Washington Irving, en recuerdo de su estancia, se construyó una nueva ronda exterior de Toledo y se planteó una pista Madrid-Aranjuez-Toledo, bordeada en su recorrido de todos los servicios necesarios para hacer agradable el viaje.
Con la llegada del gobierno presidido por el general Primo de Rivera se inició la mejora de las comunicaciones mientras que la ayuda a la Comisaría disminuía. El marqués fue elegido académico de la Historia, leyendo su discurso de recepción el 19 de junio de 1927, que versó sobre Guía del viaje a Compostela. Desde el gobierno se consideró crear un nuevo organismo que convirtiera en realidad todo lo que el comisario regio había planteado. Así, por Real Decreto de 25 de abril de 1928 se creaba el Patronato Nacional de Turismo como sucesor de la Comisaría.
Una vez libre de la oficialidad de los altos organismos, el marqués se dedicó a otras tareas. Recibió el encargo de su amigo Huntington de colocar las dos esculturas de bronce que había realizado su esposa Anna Hyatt, entre ellas la del Cid que colocó a la entrada de la Exposición Iberoamericana de Sevilla. Siguió con su actividad literaria, como la obra Don Juan de Austria y su tiempo, que nunca llegaría a publicar.

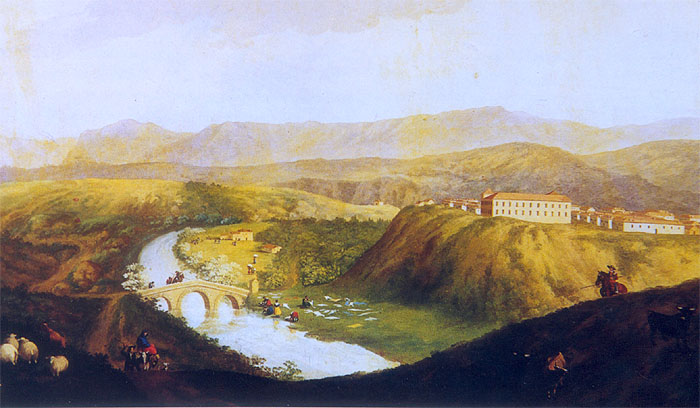
Real Sitio de La Isabela

En octubre de 1930 compró una finca en Sacedón, el que fuera Real Sitio de La Isabela, y se propuso llevar a cabo distintas iniciativas en ella. Fruto del interés de la Corte, a principios del siglo XIX se había levantado allí una nueva población, con Ayuntamiento, un edificio para balneario, una ermita y un palacio, bajo la dirección de Antonio López Aguado.
Las obras de consolidación le supusieron continuos problemas, a lo que se sumaba la situación política tras la proclamación de la República. A las perdidas personales (fallecimiento de sus hermanos y su amiga María de Belén López-Cepero y Aguado) se unió un empeoramiento de su estado de salud, siendo operado en noviembre de 1933 por Gómez Ulla.
Poco antes del alzamiento del 18 de julio de 1936 falleció su amigo Benalúa y acompañó su cadáver hasta Granada, donde le darían sepultura. Debido al alzamiento, las comunicaciones con Madrid se cortaron por lo que el marqués quedó allí retenido.

## Últimos años

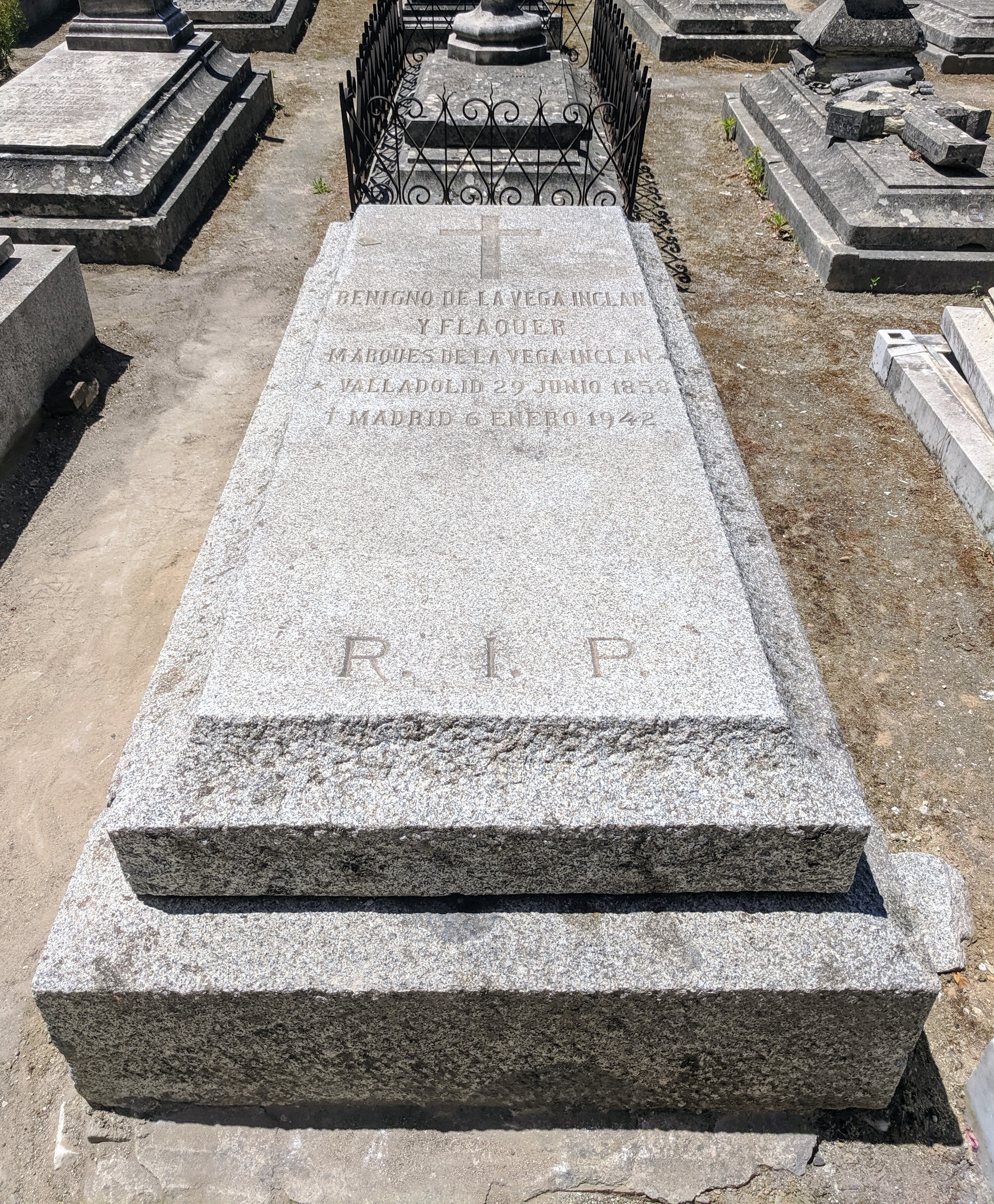
Tumba de Benigno de la Vega-Inclán y Flaquer en el cementerio de San Isidro de Madrid

Durante el tiempo que estuvo retenido en Granada, vivió a la toma de varias localidades, como Loja, Archidona o Antequera. Una vez pudo desplazarse, recorrió ciudades como Sevilla, Salamanca, Toledo, Valladolid o Burgos con objeto de comprobar los peligros que corrían las obras de arte y monumentos. Entre 1937 y 1938 viajó a Francia para vigilar la salida de obras de arte, y finalizada la guerra, regresó a Madrid. La Isabela sufrió enormemente las consecuencias de la contienda; al fallecer el marqués se vendió parte de la propiedad y tiempo después el embalse de Buendía cubrió lo que fue el Real Sitio de La Isabela.
En 1940 regresó nuevamente a Francia para defender las obras de arte que habían salido del país y se publicó en la prensa de las grandes capitales europeas una advertencia sobre posibles compradores de obras de arte del despojo que España había sufrido. En mayo de ese mismo año fue elegido para ocupar un sillón en la Real Academia de Bellas Artes de San Fernando.
Se retiró a Castellón pero regresó a Madrid en otoño de 1941 donde, finalmente, su estado físico empeoró y falleció el 6 de enero de 1942. Fue enterrado al día siguiente en el cementerio de San Isidro, en la sepultura 5 de la primera fila, manzana A, patio 6, contigua a la de los restos de sus padres y su hermano Jorge.

## Reconocimientos
- Caballero de la Orden de Carlos III (1894)[59]
- Comendador de la Orden Militar de Villaviciosa (1909)[59]
- Oficial y Comendador de la Legión de Honor (1913,1914)[59]
- Placa de la Orden de San Hermenegildo (1914)[59]
- Gran Cruz de la Orden de Alfonso XII (1921)[59]